# Организация российских юных разведчиков
Организа́ция росси́йских ю́ных разве́дчиков (акрон. ОРЮР) — российская неполитическая общественная скаутская организация, первоначально созданная в 1945 году за пределами СССР.
Ставит своей уставной целью общественное воспитание российских детей и молодёжи в национальном и религиозном духе, дополняющее воспитательную деятельность семьи и школы, основывающаяся на христианском миропонимании и приверженности к историческим ценностям русской культуры и государственности. Деятельность ОРЮР была благословлена патриархом Алексием II.

## История

### Создание организации
ОРЮР была создана Б. Б. Мартино, который возобновил деятельность русской скаутской организации за пределами СССР в ноябре 1945 года. В основе научной педагогики ОРЮР лежат труды многих общественных, религиозных и научных деятелей начала XX века. До ОРЮР продолжателями дореволюционного российского скаутского движения за пределами СССР называли себя:
- с 1920 — ОРСзг — Организация русских скаутов заграницей;
- с 1924 — ВНОРС — Всероссийская организация русских скаутов;
- около 1934 — НОРС, НОРС-Р;
- с 1942 — НОРР, ОР.

Под именем ОРЮР (Организация российских юных разведчиков (Russian Boy Scout Association)) скаутская организация была зарегистрирована в Международном скаутском бюро. Отделы ОРЮР функционировали в Западной Европе, Австралии, Южной и Северной Америках. В 1979 году, уже после смерти О. И. Пантюхова, произошло объединение ОРЮР и части НОРС. После Второй мировой войны скаутские группы возникли уже в конце 1940-х годов в западных зонах оккупации Австрии и Германии. В составе русских скаутских отрядов в эмиграции были подразделения, состоящие из представителей других национальностей, например, калмыков. Установление коммунистических режимов в странах Восточной Европы привело к закрытию там скаутских организаций — в Польше (1951 год), в Германии (в 1957 году отдел там объединён с европейским). Однако послевоенная русская эмиграция дала питательную среду для расширения скаутского движения на те страны, где его ранее не было. В послевоенные годы русская скаутская работа возобновилась в Бразилии и Венесуэле, и началась в Австралии (1948 год), в Аргентине (с 1948 года), в Канаде (с 1950—1951 годов), в Марокко (с 1947 года до 1952 года), в Парагвае (быстро прекратилась).

### Создании организации в России после распада СССР
В августе 1990 года в РФ был проведён первый лагерь ОРЮР в селе Горелец Костромской области, по благословению епископа Костромского и Галичского Александра. В лагере были утренние и вечерние молитвы и некоторые участники даже приняли крещение. 15—17 ноября того же года в Москве прошёл Учредительный съезд российских скаутов с участием представителей ОРЮР, в том числе Олега Олеговича Пантюхова (сын Олега Ивановича Пантюхова). В 1992 году были официально открыты российские отделы ОРЮР. В 1993 году был зарегистрирован устав ОРЮР в РФ. В 1996 году организация в РФ стала полностью автономна и выбрала свои верховные органы управления.
ОРЮР является организацией, действующей во многих епархиях РПЦ. Патриарх Московский и всея Руси Алексий II, ещё в 1998 году, призывал оказывать «всемерную поддержку на епархиальном, благочинническом и приходском уровнях скаутским отрядам, дружинам, выделять духовников, проводить катехизацию, помогать в проведении скаутских лагерей и других мероприятий» (из Обращения к правящим архиереям). В 2008 году патриарх благословил ОРЮР, отметив также особо деятельность скаутских СМИ.
Наряду с выпускаемыми периодическими изданиями, такими как журнал для детей «Скаут-разведчик», газета «Скаутский мир» с приложением «Православный вестник», периодикой для руководителей и другими изданиями, в Москве работает музей разведчества. После распада СССР ОРЮР начала активно действовать не только в РФ, но и в других бывших советских республиках. Организации ОРЮР появились в Латвии (с 1991 года), в Литве, на Украине (там в 1992 году возникла дружественная ОРЮР Организация юных разведчиков Сумщины), в Эстонии. В ноябре 1996 года на съезде в Москве ОРЮР была разделена на две организации — российскую и зарубежную. Российская ОРЮР присоединилась к Федерации скаутов России.

### Современная ОРЮР
ОРЮР заявляет, что является:

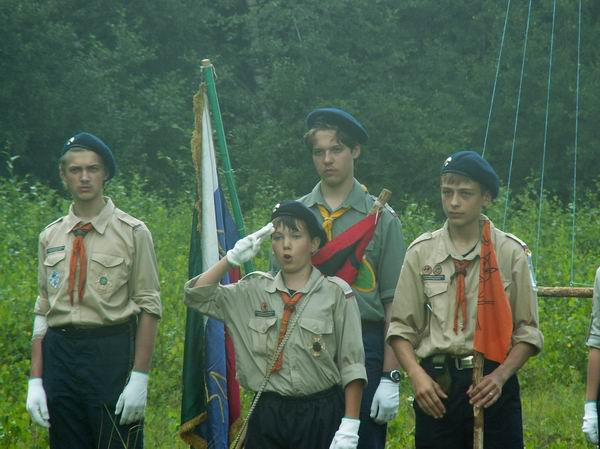
Построение в лагере. 2008 год

- правопреемницей первых русских скаутских формирований, основанных в Российской империи в 1910 году капитаном Пантюховым в Царском Селе, штабс-ротмистром Григорием Алексеевичем Захарченко в Москве и учителем Янчевецким в Санкт-Петербурге.
- частью скаутского движения России, Организация, по уставу, ставит своей целью внешкольное воспитание детей и молодёжи в национальном и религиозном духе, воспитание всесторонне развитой личности, сильной как физически, так и нравственно.
- неполитической общественной организацией. Её идеология, по уставу, основывается на христианском миропонимании, приверженности к историческим ценностям российской культуры и государственности, служению России.
- всемирной организацией, которая действует не только в более чем 40 регионах России, но и на многих континентах, где живут русские в эмиграции.

ОРЮР имеет:
- многоуровневую структуру: звено (5—9 детей) — отряд (2—5 звеньев) — дружина (от двух отрядов) — отдел (от двух дружин, но не менее одной области по территории) — верховные органы управления. Организацией управляет старший скаутмастер, избираемый всем постоянным руководительским составом на 3 года, а также совет, состоящий, в основном, из начальников отделов. Главная квартира (штаб) осуществляет разностороннюю организационно-административную деятельность, которую контролирует главная ревизионная комиссия. Главный Суд чести решает споры между руководителями, преследует совершённые ими проступки и нарушения устава и положений, удаляет руководителей из организации, толкует устав и положения, проводит общеорганизационные выборы и референдумы.
- рассчитанную на много лет программу обучения по следующим разделам: «родиноведение» (история и культура России, география), «религия» (вместе со священниками Московского патриархата), «разведчество» (принципы, традиции и история скаутского движения в России и в мире), «практика» (основы выживания, безопасность в походе, ориентирование на местности и топография, узлы и сапёрное дело, организация стоянок и инвентарь, природа — погода, растительный покров земли, следопытство, медицина — перевязки, первая помощь, аптечка).
- многоступенчатую систему разрядов, званий и специальностей (так называемая «разведческая лестница»).
- систему подготовительных курсов («Будем как Солнце») — от курсов для вожаков звена и общеметодических семинаров до курсов для опытных руководителей.
- систему профильных 2—4-недельных детских летних палаточных лагерей (в осенние, зимние и весенние каникулы также организуются выездные детские лагеря-колонии).

## Торжественное обещание и законы разведчиков

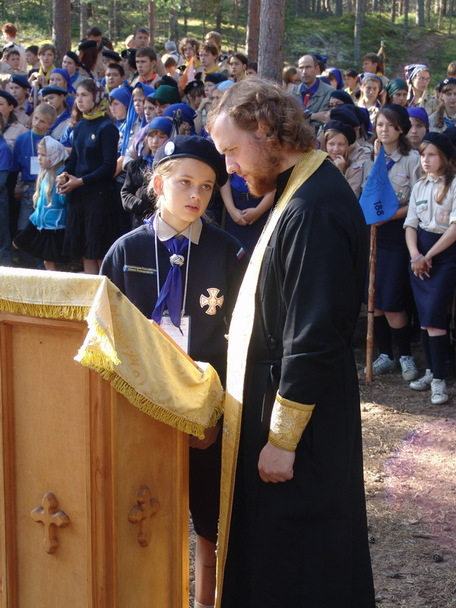
Литургия в лагере. Июль 2009

Законы разведчиков на основании устава ОРЮР:
1. Разведчик верен Богу, предан Родине, родителям и начальникам.
2. Разведчик честен и правдив.
3. Разведчик помогает ближним.
4. Разведчик друг всем и брат всякому другому разведчику.
5. Разведчик исполняет приказания родителей и начальников.
6. Разведчик вежлив и услужлив.
7. Разведчик друг животных и всей природы.
8. Разведчик бережлив и уважает чужую собственность.
9. Разведчик чист в мыслях, словах и делах, телом и душой.
10. Разведчик трудолюбив и настойчив.
11. Разведчик весел и никогда не падает духом.
12. Разведчик скромен.

Торжественное обещание — «честным словом обещаю, что буду исполнять свой долг перед Богом и Родиной, помогать ближним и жить по законам разведчиков».

## Структура ОРЮР

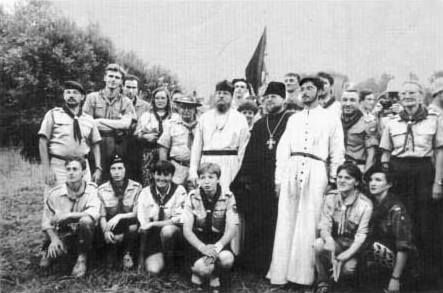
Всероссийский скаутский слёт. Август 1997 года

ОРЮР, действуя в разных странах мира, состоит из двух автономных самоуправляемых частей (российской и зарубежной). Все соединения и единицы ОРЮР в одном регионе/стране объединены в отдел или представительство, также старшие скаутмастера каждой из частей ОРЮР могут ставить отдельные дружины и отряды под своё непосредственное руководство.

### Российская часть[11]
- Московско-Богородский отдел: Москва, Ногинск (Богородск до переименования в 1930 году), Черноголовка, Егорьевск, Балашиха, Сергиев Посад, и др.
- Центрально-Чернозёмный отдел: Воронеж, Курск, Бутурлиновка и др. в Черноземье и юге Центрального федерального округа.
- Северо-Западный отдел: Санкт-Петербург, Павловск, Волхов и др. в Северо-Западном федеральном округе РФ.
- Южно-Российский отдел: Краснодар и несколько станиц Краснодарского края, Лабинск, Карачаево-Черкесия и др. в Южном федеральном округе.
- Северо-Кавказский отдел: Анапа, Горячий Ключ, Майкоп, Краснодарский край и др.
- Верхневолжский отдел: Кострома, Волгореченск, Рыбинск, Кинешма, Иваново, Шуя, Ярославль (по территории Верхневолжского бассейна, непосредственно примыкающего к самой Верхней Волге).
- Приволжский отдел: Нижний Новгород, Дзержинск, Владимир, Чувашия, Удмуртия, Башкирия и др. в Приволжском федеральном округе.
- Уральский отдел: Качканар, Челябинск, Магнитогорск, Кыштым, Миасс, Южно-Уральск и др. в Уральском федеральном округе.
- Вологодский отдел: Вологда, Череповец и др.
- Таврический отдел: Крым, Херсонская и Запорожская области.
- Сибирское представительство: Красноярск, Братск и др. в Сибирском федеральном округе.
- Западно-Российское представительство: Смоленск, Калининград.

### Зарубежная часть[12]
- Западно-Американский отдел: Сан-Франциско, Лос-Анджелес
- Восточно-Американский отдел: Нью-Йорк, Вашингтон
- Австралийский отдел: Мельбурн, Аделаида
- Европейский отдел: Франция, Германия, Люксембург, Швеция, Латвия, Литва, Белоруссия.

Также существуют автономные Южноамериканский и Западноевропейский (Евразийский) отделы.